# Muselievo
Muselievo (bulgariska: Муселиево) är ett distrikt i Bulgarien.   Det ligger i kommunen Obsjtina Nikopol och regionen Pleven, i den norra delen av landet, 160 km nordost om huvudstaden Sofia.
Trakten runt Muselievo består till största delen av jordbruksmark. Runt Muselievo är det ganska glesbefolkat, med 42 invånare per kvadratkilometer.